# سمندس الثاني
سمندس الثاني كان كبير كهنة آمون في طيبة في مصر القديمة. حكم لفترة وجيزة من حوالي 992 إلى 990 قبل الميلاد.

## السيرة الذاتية
الاسم سمندس هو هلننة للاسم المصري نس با نب جد ("المنسوب إلى الكبش، رب منديس"), بينما الرقم الترتيبي يميزه عن مؤسس الأسرة الحادية والعشرون سمندس الأول، وعن كبير كهنة آمون اللاحق الذي يحمل نفس الاسم، سمندس الثالث.
سمندس كان أحد أبناء كبير كهنة آمون منخبر رع والأميرة إست إم خب، ابنة بسوسنس الأول. تزوج من أخته حنوت تاوي ج وأنجبا ابنة، عست إم خب هـ؛ أما زوجته الأخرى، تحنت جحوتي، فأنجبت له نسخونس، التي أصبحت زوجة أخيه وخليفته باينجم الثاني.
كانت فترة حكمه قصيرة ولم تترك آثارًا كثيرة، على سبيل المثال لم تذكر في حوليات المؤرخ المصري مانيتون. ذُكر في نقش في الكرنك، وعلى أربطة المومياوات، وعلى عدد قليل من الأساور التي وجدت على مومياء بسوسنس الأول. تحمل بعض الأشياء الإضافية اسم "كبير كهنة آمون سمندس" ولكن من غير الممكن تحديد ما إذا كانت تشير إلى سمندس الثاني أو سمندس الثالث اللاحق: منها لوح كاتب في متحف المتروبوليتان للفنون (47.123a–g)، وتمثال برونزي راكع في متحف ماريمنت الملكي (ref. B242).
خلفه شقيقه باينجم الثاني.